# لصيقة طاقة الاتحاد الأوروبي
أسس التوجيه 92/75/إي سي الصادر عن الاتحاد الأوروبي برنامجًا لوضع لصائق تعريفية لاستهلاك الطاقة. طبق التوجيه عن طريق عدة توجيهات أخرى تجعل من الواجب وضع لصائق على معظم الأجهزة المنزلية الرئيسية، وتغليف الحبابات الزجاجية والسيارات لصيقة طاقة من الاتحاد الأوروبي بارزة بشكل واضح عند عرض هذه السلع للبيع أو الإيجار. تقدر الكفاءة الطاقية للجهاز عن طريق تصنيفها ضمن مجموعة من رتب الكفاءة الطاقية من إيه إلى جي على اللصيقة. إذ يمثل الحرف إيه أعلى كفاءة طاقية، وجي أقل كفاءة طاقية. تعطي اللصائق أيضًا معلومات مفيدة أخرى للزبون إذ يختار بين عدة نماذج. يجب أن تعطى المعلومات أيضًا في دليل للمستخدمين وعلى بائعي التجزئة عبر الإنترنت أيضًا وضعها على مواقعهم.
في محاولة لمجاراة التطورات في الكفاءة الطاقية، أضيفت لاحقًا رتب إيه+، وإيه++، وإيه+++ لمنتجات مختلفة؛ منذ 2010، وجد نوع جديد من اللصائق يستخدم الرسوم الصورية بدل الكلمات، للسماح للمصنعين بتوحيد اللصيقة المستخدمة للمنتج الذي يباع في بلدان مختلفة.
حل التوجيه 2010/30/إي يو محل التوجيه 92/75/إي سي، ثم أبدل من جديد ليحل محله التوجيه 2017/1369/إي يو من 1 أغسطس 2017. ستدخل المتطلبات الحديثة للتعريف باللصائق حيز التنفيذ في 2021، ويعتمد التاريخ المحدد على التشريع الخاص ذي الصلة (مثلًا ستتغير لصائق أجهزة غسيل الأطباق في 1 مارس 2021).
سيعاد تقديم تصنيف أبسط باستخدام الأحرف فقط من إيه إلى جي. ستؤدي إعادة التعيين أيضًا إلى تمييز أفضل بين المنتجات التي تبدو كلها، وفقًا للتصنيف المتبع حاليًّا، في الصنف ذاته. هذا يعني مثلًا أن الثلاجة ذات التصنيف إيه+++ حاليًّا يمكن أن تصبح من الرتبة سي، حتى ولو كانت الثلاجة بنفس الكفاءة الطاقية كما كانت. المبدأ الرئيسي هو أن الرتبة إيه ستكون فارغة في البداية، وبعدها الرتبتان بي وسي بعدد قليل من الأجهزة، وذلك لإتاحة المجال لمنتجات جديدة أعلى كفاءة طاقية لتخترع وتطور.

## الأجهزة الرئيسية

### التعريف باللصائق
تفصل لصائق الطاقة إلى أربعة أصناف على الأقل:
- تفاصيل الجهاز: وفقًا لكل جهاز، تفاصيل محددة للنموذج ومواده.
- الرتبة الطاقية: رمز لوني مرفق بحرف من (إيه إلى جي) يعطي فكرة عن الاستهلاك الطاقي للجهاز.
- الاستهلاك، الكفاءة، القدرة، إلخ.: يعطي هذا القسم معلومات وفقًا لنوع الجهاز.
- الضجيج: الضجيج الصادر عن الجهاز يعطى مقاسًا بالديسيبل.

### أجهزة التبريد
تحدد اللصائق المعرفة في أجهزة التبريد، كالثلاجات والبرادات وأجهزة تخزين النبيذ والأجهزة المشتركة، بتحديد قيم مؤشر الكفاءة الطاقية إي إي آي، وهو مؤشر لاستهلاك الطاقة السنوي منسوبًا إلى الاستهلاك النسبي لاستهلاك مرجعي مبني على حجم التخزين ونوع الجهاز (براد أم ثلاجة). الحد بين رتبتي إيه+ وإيه هو 44 حتى 1 يوليو 2014، و42 بعد هذا التاريخ.
| أجهزة التبريد، حسب مؤشر الكفاءة الطاقية |       |        |     |     |     |      |      |      |      |
| إيه+++                                  | إيه++ | إيه+   | إيه | بي  | سي  | دي   | إي   | إف   | جي   |
| <22                                     | <33   | <42/44 | <55 | <75 | <95 | <110 | <125 | <150 | >150 |

تحتوي اللصيقة أيضًا على:
- الاستهلاك السنوي للطاقة مقدرة بالكيلوواط الساعي
- سعة الأطعمة الطازجة للبرادات والأجهزة المشتركة
- الضجيج (بالديسيبل أ)
- عين لأجهزة التجميد الباردة (وهذا المنتج فقط)، للنماذج الأكثر اقتصاديةً من تلك ذات التصنيف إيه، تصنيف الرتبتين إيه++ وإيه+++.

### الغسالات ومجففات الغسيل
حتى عام 2010، كان مقياس الكفاءة الطاقية للغسالات يحسب بناءً على دورة القطن عند 60 درجة مئوية (140 درجة فهرنهايت) عند الحمولة الاسمية العظمى. تكون هذه الحمولة عادة 6 كغ. يقدر مؤشر الكفاءة الطاقية بوحدة الكيلوواط الساعي لكل كيلوغرام من الغسيل، بافتراض درجة حرارة مياه التغذية الباردة 15 درجة مئوية.
| الغسالات (قبل 2010)، بالكيلوواط الساعي/كغ |       |       |       |       |       |       |
| إيه                                       | بي    | سي    | دي    | إي    | إف    | جي    |
| <0.19                                     | <0.23 | <0.27 | <0.31 | <0.35 | <0.39 | >0.39 |

تحتوي لصيقة الطاقة أيضًا معلومات عن:
- الاستهلاك الكلي للدورة الواحدة
- أداء الغسيل - برتبة من إيه حتى جي
- أداء التجفيف الدوراني – برتبة من إيه حتى جي
- سرعة الدوران العظمى
- السعة الكلية للقطن بالكيلوغرام
- استهلاك الماء لكل دورة باللتر
- الضجيج في دورات الغسيل والتجفيف (ديسيبل أ)

يقاس أداء الغسيل وفقًا للمعيار الأوروبي الموحد إي إن 60456 وهو مبني على دورة 60 درجة مئوية على عينات النسيج ذات بقع الزيت، والدم، والشوكولاتة، والزهم، والنبيذ الأحمر، باستخدام منظف قياسي موحد والمقارنة مع غسالة مرجعية. يترجم مقدار إزالة البقع بعد ذلك إلى مؤشر أداء الغسيل.
| مؤشر أداء الغسيل |       |       |       |       |       |       |
| إيه              | بي    | سي    | دي    | إي    | إف    | جي    |
| >1.03            | >1.00 | >0.97 | >0.94 | >0.91 | >0.88 | <0.88 |

رتبة كفاءة التجفيف بالدوران تحسب وفق محتوى الرطوبة الباقي (آر إم سي)، وهو كتلة الماء مقسومة على الكتلة الجافة للنسيج القطني. وهو معطى وفقًا للمتوسط المثقل لدورات الحمولة الكاملة والحمولة الجزئية.
| رتبة كفاءة التجفيف بالدوران (كمحتوى رطوبة باقي) |     |     |     |     |     |     |
| إيه                                             | بي  | سي  | دي  | إي  | إف  | جي  |
| <45                                             | <54 | <63 | <72 | <81 | <90 | >90 |

طبقت لصيقة جديدة للطاقة بدءًا من عام 2010 مبنية على مؤشر الكفاءة الطاقية، وتحتوي رتبًا في المجال إيه+++ حتى دي. مؤشر الكفاءة الطاقية مقياس للاستهلاك السنوي للطاقة، ويشمل الطاقة المستهلكة خلال وضعي الإطفاء والإيقاف المؤقت، والطاقة المستهلكة في 220 دورة غسيل. لدورات الغسيل، متوسط مثقل يتألف من 42% من دورات الحمولة الكاملة عند درجة حرارة 60 درجة مئوية، 29% من دورات الحمولة الجزئية عند 60 درجة مئوية، 29% دورات حمولة جزئية عند 40 درجة مئوية. لم يعد أداء الغسيل يذكر؛ بما أن كل آلات الغسيل يجب أن تصل إلى الرتبة إيه بكل الأحوال. في حالة آلة 6 كغ، يكافئ مؤشر الكفاءة الطاقية 100 استهلاكًا بمقدار 334 كيلوواط ساعي في السنة، أو 1.52 كيلوواط ساعي في الدورة الواحدة.
| تصنيف الغسالات 2010: مؤشر الكفاءة الطاقية |       |       |       |       |       |     |
| إيه+++                                    | إيه++ | إيه+  | إيه   | بي    | سي    | دي  |
| <46                                       | 46-52 | 52-59 | 59-68 | 68-77 | 77-87 | >87 |

يحسب سلم مقياس الكفاءة الطاقية في مجففات أكوام الغسيل باستخدام دورة تجفيف القطن ذات الحمل الاسمي الأعظم. يعطى مؤشر كفاءة الطاقة بوحدة الكيلوواط الساعي لكيلوغرام الحمولة. تنطبق مقاييس مختلفة في حالة المجففات المهواة والمكثفة.
| مجففات التكثيف، بالكيلوواط الساعي/كغ |       |       |       |       |       |       |
| إيه                                  | بي    | سي    | دي    | إي    | إف    | جي    |
| <0.55                                | <0.64 | <0.73 | <0.82 | <0.91 | <1.00 | >1.00 |

| المجففات المهواة، بالكيلوواط الساعي/كغ |       |       |       |       |       |       |
| إيه                                    | بي    | سي    | دي    | إي    | إف    | جي    |
| <0.51                                  | <0.59 | <0.67 | <0.75 | <0.83 | <0.91 | >0.91 |

في المجففات التكثيفية تحسب رتبة كفاءة تكثيف مثقلة باستخدام الكفاءة المتوسطة للتكثيف لدورة القطن المعيارية عند كل من الحمولة الجزئية والكاملة.
| رتبة كفاءة التكثيف |      |      |      |      |      |      |
| إيه                | بي   | سي   | دي   | إي   | إف   | جي   |
| <90%               | <80% | <70% | <60% | <50% | <40% | >40% |

تحتوي اللصيقة أيضًا على:
- استهلاك الطاقة للدورة الواحدة
- السعة الإجمالية للقطن
- إذا ما كانت الوحدة مهواة أو مكثفة
- زمن الدورة الموافق لبرنامج القطن المعياري عند الحمولة الكاملة بالدقائق
- الضجيج بالديسيبل أ

في آلات الغسيل والتجفيف المدمجة يحسب مقياس الكفاءة الطاقية باستخدام دورة تجفيف القطن عند الحمولة الاسمية العظمى. يعطى مؤشر الكفاءة الطاقية بالكيلوواط الساعي لكل كيلوغرام من الحمولة. تنطبق مقاييس مختلفة للمجففات المكثفة والمهواة.
| الغسالات والمجففات المشتركة، بالكيلوواط الساعي/كغ |       |       |       |       |       |       |
| إيه                                               | بي    | سي    | دي    | إي    | إف    | جي    |
| <0.68                                             | <0.81 | <0.93 | <1.05 | <1.17 | <1.29 | >1.29 |

تحتوي اللصيقة أيضًا على:
- استهلاك الطاقة لكل دورة (تغسيل وتجفيف)
- استهلاك الطاقة لكل دورة – غسيل فقط
- أداء الغسيل – برتبة من إيه إلى جي
- سرعة الدوران العظمى
- السعة الإجمالية للقطن (الغسيل والتجفيف كل على حدة)
- استهلاك الماء لغسل الحمولة الكاملة وتجفيفها – يلاحظ أن المجففات المكثفة قد تستخدم كميات كبيرة من الماء في دورة التجفيف
- الضجيج بالديسيبل أ